# 波琳娜·加加林娜
波琳娜·谢尔盖耶夫娜·加加林娜（俄語：Полина Сергеевна Гагарина，羅馬化：Polina Sergeyevna Gagarina，1987年3月27日—）是一名俄罗斯女唱作人、女演员和商业模特。2015年，她凭借歌曲《众声》（"A Million Voices"）代表俄罗斯在欧洲歌唱大赛中获得第2名。

## 早年生活与事业生涯
加加林娜出生于苏联俄罗斯苏维埃联邦社会主义共和国莫斯科，但她的幼年是在希腊度过的。她的母亲是一名芭蕾舞舞者。1993年，她的父亲去世。她的母亲于是决定带全家移居回俄罗斯。但不久后她们又回到希腊，并定居于雅典。完成学业后，她搬到萨拉托夫，与祖母住在一起。
2003年，加加林娜参加了选秀节目《造星工厂》第2季，并获得了冠军。之后她曾受邀加盟“Playgirls”组合，但该组合不久后解散。2005年，她参加了在拉脫維亞尤尔马拉举办的《新波浪》，并获得了第3名。
2007年，她发售了第一张录音室专辑。2010年3月，她发售了第2张专辑。
2012年起，加加林娜开始与俄罗斯制作人康斯坦丁·梅拉德杰(Константин Меладзе)合作，先后录制了《谢幕》（Спектакль окончен）、《不》（Нет）、《永远》（Навек）和《走远》（Шагай）这4首脍炙人口的歌曲。2015年，加加林娜结束了与梅拉德杰的合作。
2015年3月9日，官方宣布加加林娜将代表俄罗斯参加《欧洲歌唱大赛》。2015年5月19日，加加林娜的歌曲《众声》("A Million Voices")以182票在第1场预赛中获得了第1名。2015年5月23日，歌曲《众声》以303票在决赛中获得了第2名。。加加林娜夺得亚军的新闻在当日的Mail.Ru站登上头条，并受到了普京总统的高度称赞。
2017年，加加林娜、俄羅斯DJSMASH和男歌手Egor Krid一同合唱2018年世界盃的應援曲《LIVE》。
2019年，加加林娜參與中國湖南衛視《歌手2019》。
2022年3月，因出席纪念俄罗斯兼并克里米亚八周年、支持俄罗斯入侵乌克兰的大型政治集会，波琳娜与其他24名俄罗斯艺人被拉脱维亚列入入境黑名单。2022年11月，加加林娜原定于2023年2月在哈萨克斯坦阿拉木图举行“Disarmed”巡回演唱会阿拉木图站因受到哈国网民的抵制而被取消。

## 个人生活
- 第一任丈夫，俄罗斯男演员皮约特·波利斯维奇·基斯洛夫（俄语：Кислов, Пётр Борисович）（2007年8月25日至2010年3月31日）[12][13]
  - 儿子，安德列（Андрей）（2007年10月14日出生）[14]
- 第二任丈夫，摄影师德米提·伊斯哈科夫（Дмитрий Исхаков）（2014年9月9日至2021年2月）[15]
  - 女儿，米娅（Мия）（2017年4月26日出生）[16]

## 曲目列表

### 录音室专辑
- 《祈问云海》（Попроси у облаков、2007年）
- 《关于自己》（О себе、2010年）